# Ademir da Guia
Ademir da Guia (Rio de Janeiro, 3 april 1942) is een voormalig Braziliaans voetballer, hij speelde bijna zijn gehele carrière voor topclub Palmeiras en wordt daar als een van de grootste clubiconen gezien. Hij wordt ook beschouwd als een van de meest benadeelde spelers omdat hij slechts 11 keer werd opgeroepen voor de nationale ploeg, vanwege de zware concurrentie.

## Biografie
Ademir komt uit een voetbalfamilie, zijn vader Domingos da Guia speelde met het nationale elftal op het WK 1938 en ook zijn oom Ladislau da Guia was een begenadigd voetballer en zelfs de topschutter aller tijden voor Bangu, de eerste club van Ademir.
Met zijn eerste club Bangu won hij in 1960 de International Soccer League in New York, waar hij uitgeroepen werd tot speler van het toernooi. Bij Palmeiras vormde hij samen met Dudu een magisch duo, waardoor Palmeiras tegenstand kon bieden aan het toen ook oppermachtige Santos van Pelé. Ademir bezorgde Palmeiras vijf keer de staatstitel en ook vijf keer de landstitel.